# White Memorial Fountain
Die White Memorial Fountain (deutsch White-Gedenkbrunnen), auch als The Claw (deutsch Die Klaue) bezeichnet, ist ein 1964 eingeweihter Springbrunnen auf dem Gelände der Stanford University in Kalifornien.

## Lage
Der Brunnen befindet sich im südlichen Teil des Universitätscampus in Stanford zentral auf der White Memorial Plaza, westlich vor dem Buchladen der Universität.

## Gestaltung und Geschichte
Der Brunnen wurde vom Bildhauer Aristides Demetrios geschaffen und 1964 installiert. Demetrios’ Entwurf setzte sich 1963 in einem Wettbewerb durch. Er hatte drei Entwürfe eingereicht, die die ersten drei Plätze belegten. Er gab an, zur Erarbeitung des Entwurfs einen Monat lang jeden Tag zu jeder Tageszeit den zukünftigen Aufstellungsort aus unterschiedlichen Blickwinkeln beobachtet zu haben. Demetrios fiel auf, dass durch die vielen den Platz passierenden und aufsuchenden Studierenden der untere Teil der zu schaffenden Skulptur häufig verdeckt wird. Es entstand eine Skulptur, die aus jedem Blickwinkel anders wirkt. Außerdem konzipierte er die Skulptur so, dass ihr oberer Teil auch bei größeren Menschenansammlungen noch gut sichtbar ist.

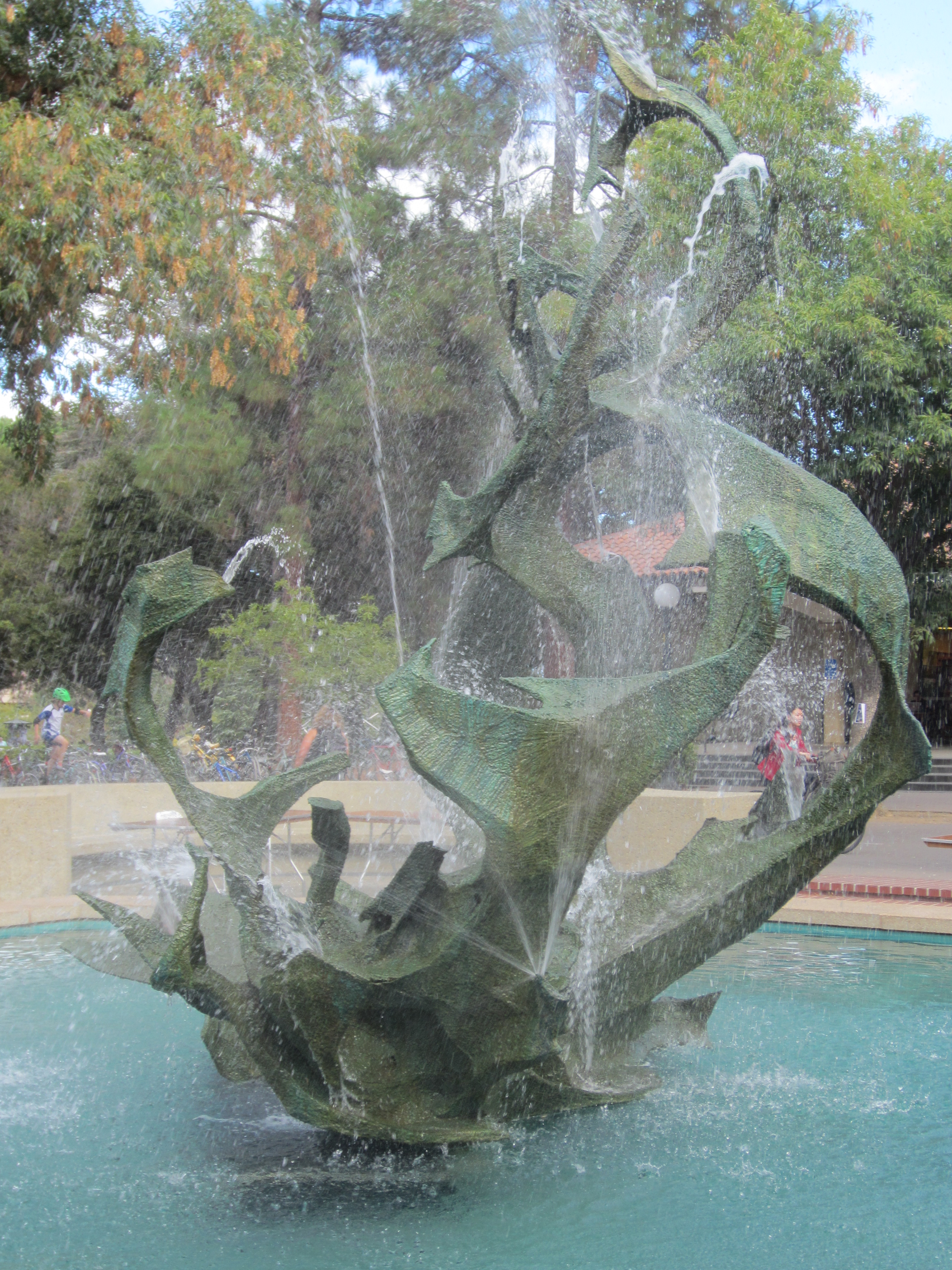
2018

Die Idee für den Brunnen stammt von den Eheleuten White, die damit ihrer Söhne William N. White und John B. White gedenken wollten. Diese waren vor ihrem Studienabschluss in Stanford bei unterschiedlichen Unfällen ums Leben gekommen; sie gehörten zum Studienjahr 1949. Die Tragödie der so jung Verstorbenen wollte Demetrios damit ausdrücken, dass etwas mit einer festen Form beginnt und dann im Wasser amorph endet, wie auch der mögliche weitere Verlauf des Lebens der beiden für immer unklar bleibt.
Die 4,9 Meter hohe Skulptur besteht aus Bronze und Kupfer und steht in einem flachen, blau gefliesten mehreckigen Wasserbecken. An den Ecken des Beckens befinden sich halbrunde Bänke aus Beton.
Die Installation des Brunnens durch Demetrios dauerte einen Monat. Bei der ersten Inbetriebnahme des Brunnens vibrierte die Brunnenskulptur zunächst nur, dann schossen kleine Bronzestücke heraus, denen die Anwesenden ausweichen mussten. Der zweijährige Sohn von Demetrios, Eames, hatte in der Werkstatt seines Vaters unbemerkt die Metallstücke in die Düsen gestopft. Die ungewöhnliche Inbetriebnahme erregte große Heiterkeit.
In den Jahren 2010/2011 wurden die Düsen restauriert und Stufen, die in das Becken hineingeführt hatten, wurden entfernt. Nun verfügt die Wasseranlage über 65 Düsen und ein erneuertes Brunnenbecken aus witterungsbeständigem Material.
Der Brunnen hat einen hohen Identifikationswert für die Universität gewonnen und ist fester Bestandteil des universitären und studentischen Lebens. Es ist Tradition, dass jeweils im Herbst vor dem Big Game, dem American-Football-Spiel gegen die University of California, Berkeley, ein Plüsch-Bär, das Maskottchen Oski von Berkeley, in einer Beerdigungszeremonie oben auf dem Brunnen aufgespießt wird.